# کارکردوار وینر
کارکِردوار وینر (به انگلیسی Wiener Functional)، هر تابعی است که بر روی فضای وینر تعریف شده باشد – یعنی بر روی فضای مسیرهای پیوسته‌ای که معمولاً توسط حرکت براونی تولید می‌شوند. نمونه زیر یک کارکردوار وینر می باشد که به مسیرهای تولید شده از فرایند وینر {\displaystyle W=(w_{s})_{s\in [0,t]}} وابسته است.{\displaystyle F{\Big (}\int _{0}^{t}h_{s}dw_{s}{\Big )}}

## نکات کلیدی
- اندازه‌گیری‌پذیری و انتگرال‌پذیری:  کارکردوار وینر باید اندازه‌گیری‌پذیر باشند تا بتوان امید، واریانس و سایر ویژگی‌های احتمالی را تعریف کرد. در بسیاری از موارد، توابعی در نظر گرفته می‌شوند که عضو {\displaystyle L_{p}(\Omega ,P)} برای مقداری p>=1 هستند.
- نقش در تحلیل تصادفی:  این کارکردوارها اجزای مرکزی حساب کاتوره ای هستند و به ویژه در حساب مالیاوین – که به حساب وردش کاتوره ای می‌پردازد – اهمیت دارند. حساب مالیاوین ابزارهایی برای مشتق‌گیری این توابع نسبت به حرکت براونی فراهم می‌کند.

## کاربرد:
کاربردهای آن در ارتباط با حساب مالیاوین و در زمینه های ریاضیات مالی برای قیمت‌گذاری گزینه‌ها و در فیزیک در فرمول‌بندی انتگرال‌های مسیر می باشد.